# Six Feet Under – Gestorben wird immer/Episodenliste
Diese Episodenliste enthält alle Episoden der US-amerikanischen Dramaserie Six Feet Under – Gestorben wird immer, sortiert nach der US-amerikanischen Erstausstrahlung. Zwischen 2001 und 2005 entstanden in fünf Staffeln 63 Episoden mit einer Länge von jeweils etwa 55 Minuten.
Ergänzt ist sie jeweils um den für die Serie charakteristischen Todesfall.

## Übersicht
| Staffel | Episodenanzahl | Erstausstrahlung USA | Erstausstrahlung USA | Deutschsprachige Erstausstrahlung | Deutschsprachige Erstausstrahlung |
| Staffel | Episodenanzahl | Staffelpremiere      | Staffelfinale        | Staffelpremiere                   | Staffelfinale                     |
| ------- | -------------- | -------------------- | -------------------- | --------------------------------- | --------------------------------- |
| 1       | 13             | 3. Juni 2001         | 19. August 2001      | 11. Mai 2004                      | 3. August 2004                    |
| 2       | 13             | 3. März 2002         | 2. Juni 2002         | 10. August 2004                   | 2. November 2004                  |
| 3       | 13             | 2. März 2003         | 1. Juni 2003         | 9. November 2004                  | 1. Februar 2005                   |
| 4       | 12             | 13. Juni 2004        | 12. September 2004   | 3. Januar 2006                    | 21. März 2006                     |
| 5       | 12             | 6. Juni 2005         | 21. August 2005      | 6. Januar 2007                    | 24. März 2007                     |

## Staffel 1
| Nr. (ges.) | Nr. (St.) | Deutscher Titel                                   | Originaltitel    | Erstausstrahlung USA | Deutschsprachige Erstausstrahlung (D) | Regie           | Drehbuch           |
| --- | --------- | ------------------------------------------------- | ---------------- | -------------------- | ------------------------------------- | --------------- | ------------------ |
| 1 | 1         | Fisher und Söhne                                  | Pilot            | 3. Juni 2001         | 11. Mai 2004                          | Alan Ball       | Alan Ball          |
| Nathaniel Samuel Fisher (* 1944 − † 2000), Autounfall                                                         |           |                                                   |                  |                      |                                       |                 |                    |
| 2 | 2         | Der letzte Wille                                  | The Will         | 10. Juni 2001        | 18. Mai 2004                          | Miguel Arteta   | Christian Williams |
| Chandler James Swanson (* 1967 − † 2001), Badeunfall                                                          |           |                                                   |                  |                      |                                       |                 |                    |
| 3 | 3         | Der verlorene Fuß                                 | The Foot         | 17. Juni 2001        | 25. Mai 2004                          | John Patterson  | Bruce Eric Kaplan  |
| Thomas Alfredo Romano (* 1944 − † 2001), von Mixer zerteilt                                                   |           |                                                   |                  |                      |                                       |                 |                    |
| 4 | 4         | Familienbande                                     | Familia          | 24. Juni 2001        | 1. Juni 2004                          | Lisa Cholodenko | Laurence Andries   |
| Manuel „Paco“ Antonio Predo Brolin (* 1980 − † 2001), Gang-Schießerei                                         |           |                                                   |                  |                      |                                       |                 |                    |
| 5 | 5         | Wie ein offenes Buch                              | An Open Book     | 1. Juli 2001         | 8. Juni 2004                          | Kathy Bates     | Alan Ball          |
| Jean Louise McArthur „Vivica St. John“ (* 1957 − † 2001), Stromschlag                                         |           |                                                   |                  |                      |                                       |                 |                    |
| 6 | 6         | Das geheime Zimmer                                | The Room         | 8. Juli 2001         | 15. Juni 2004                         | Rodrigo Garíca  | Christian Taylor   |
| Mildred „Hattie“ Effinger Jones (* 1922 − † 2001), natürlicher Tod                                            |           |                                                   |                  |                      |                                       |                 |                    |
| 7 | 7         | Zwei Brüder                                       | Brotherhood      | 15. Juli 2001        | 22. Juni 2004                         | Jim McBride     | Christian Williams |
| Victor Wayne Kovitch, PFC (* 1971 − † 2001), Golfkriegssyndrom                                                |           |                                                   |                  |                      |                                       |                 |                    |
| 8 | 8         | Die tiefhängende Ampel                            | Crossroads       | 22. Juli 2001        | 29. Juni 2004                         | Allen Coulter   | Laurence Andries   |
| Chloe Anne Bryant Yorkin (* 1959 − † 2001), Tödliche Kopfverletzung durch Kollision mit einer Hubarbeitsbühne |           |                                                   |                  |                      |                                       |                 |                    |
| 9 | 9         | Das Leben ist zu kurz                             | Life’s Too Short | 29. Juli 2001        | 6. Juli 2004                          | Jeremy Podeswa  | Christian Taylor   |
| Anthony Christopher Finelli (* 1994 − † 2001), Schussverletzung                                               |           |                                                   |                  |                      |                                       |                 |                    |
| 10 | 10        | Die Neue                                          | The New Person   | 5. Aug. 2001         | 13. Juli 2004                         | Kathy Bates     | Bruce Eric Kaplan  |
| Jonathan Arthur Hanley (* 1946 − † 2001), Mord                                                                |           |                                                   |                  |                      |                                       |                 |                    |
| 11 | 11        | Der verhängnisvolle Ausflug                       | The Trip         | 12. Aug. 2001        | 20. Juli 2004                         | Michael Engler  | Rick Cleveland     |
| Dillon Michael Cooper (* 2001 − † 2001), Plötzlicher Kindstod                                                 |           |                                                   |                  |                      |                                       |                 |                    |
| 12 | 12        | Davids Gewissen                                   | A Private Life   | 19. Aug. 2001        | 27. Juli 2004                         | Rodrigo García  | Kate Robin         |
| Marcus Foster, jr. (* 1978 − † 2001), von einer Gruppe Homophoben zusammengeschlagen                          |           |                                                   |                  |                      |                                       |                 |                    |
| 13 | 13        | Der Herr hat es gegeben, der Herr hat es genommen | Knock, Knock     | 19. Aug. 2001        | 3. Aug. 2004                          | Alan Ball       | Alan Ball          |
| Lilian Grace Monrose (* 1939 − † 2001), vom Golfball am Kopf getroffen                                        |           |                                                   |                  |                      |                                       |                 |                    |

## Staffel 2
| Nr. (ges.)                                                                                        | Nr. (St.) | Deutscher Titel                  | Originaltitel                       | Erstausstrahlung USA | Deutschsprachige Erstausstrahlung (D) | Regie          | Drehbuch           |
| ------------------------------------------------------------------------------------------------- | --------- | -------------------------------- | ----------------------------------- | -------------------- | ------------------------------------- | -------------- | ------------------ |
| 14                                                                                                | 1         | Am Spieltisch                    | In The Game                         | 3. März 2002         | 10. Aug. 2004                         | Rodrigo García | Alan Ball          |
| Rebecca Leah Milford (* 1980 – 2001), Überdosis Kokain                                            |           |                                  |                                     |                      |                                       |                |                    |
| 15                                                                                                | 2         | Brenne aus, kleine Kerze         | Out, Out Brief Candle               | 10. März 2002        | 17. Aug. 2004                         | Kathy Bates    | Christian Williams |
| Joshua Peter Langmead (* 1981 - † 2001), Hitzschlag                                               |           |                                  |                                     |                      |                                       |                |                    |
| 16                                                                                                | 3         | Der Plan                         | The Plan                            | 17. März 2002        | 24. Aug. 2004                         | Rose Troche    | Kate Robin         |
| Michael John Piper (* 1952 - † 2001), Krebs und Überdosis Schmerzmittel                           |           |                                  |                                     |                      |                                       |                |                    |
| 17                                                                                                | 4         | Mr. Mossbacks Rückführung        | Driving Mr. Mossback                | 24. März 2002        | 31. Aug. 2004                         | Michael Cuesta | Rick Cleveland     |
| Harold Mossback (* 1932 - † 2001), natürlicher Tod                                                |           |                                  |                                     |                      |                                       |                |                    |
| 18                                                                                                | 5         | Die unsichtbare Frau             | The Invisible Woman                 | 31. März 2002        | 7. Sep. 2004                          | Jeremy Podeswa | Bruce Eric Kaplan  |
| Emily Previn (* 1954 - † 2001), Erstickung                                                        |           |                                  |                                     |                      |                                       |                |                    |
| 19                                                                                                | 6         | Anstelle von Zorn                | In Place Of Anger                   | 7. Apr. 2002         | 14. Sep. 2004                         | Michael Engler | Christian Taylor   |
| Matthew Heath Collins (* 1959 - † 2001), vom Schiff gefallen und vom Schiffspropeller zerstückelt |           |                                  |                                     |                      |                                       |                |                    |
| 20                                                                                                | 7         | Tante Sarahs Party               | Back To The Garden                  | 14. Apr. 2002        | 21. Sep. 2004                         | Dan Attias     | Jill Soloway       |
| Jeffrey Marc Shapiro (* 1963 - † 2001), Autoerotischer Unfall                                     |           |                                  |                                     |                      |                                       |                |                    |
| 21                                                                                                | 8         | Die wunderbarste Zeit des Jahres | The Most Wonderful Time Of The Year | 21. Apr. 2002        | 28. Sep. 2004                         | Alan Taylor    | Scott Buck         |
| Jesse Ray Johnson (* 1944 - † 2001), Motorradunfall                                               |           |                                  |                                     |                      |                                       |                |                    |
| 22                                                                                                | 9         | Mit den Augen eines anderen      | Someone Else's Eyes                 | 28. Apr. 2002        | 5. Okt. 2004                          | Michael Cuesta | Alan Ball          |
| Dwight Edgar Garrison (* 1945 - † 2002), von Lunchbox erschlagen, die vom Hochhaus fiel           |           |                                  |                                     |                      |                                       |                |                    |
| 23                                                                                                | 10        | Das Geheimnis                    | The Secret                          | 5. Mai 2002          | 12. Okt. 2004                         | Alan Poul      | Bruce Eric Kaplan  |
| Benjamin Srisai (* 1935 - † 2002), Herzinfarkt                                                    |           |                                  |                                     |                      |                                       |                |                    |
| 24                                                                                                | 11        | Der Lügner und die Hure          | The Liar And The Whore              | 12. Mai 2002         | 19. Okt. 2004                         | Miguel Arteta  | Rick Cleveland     |
| Edith Kirky (* 1929 - † 2002), Erstickung                                                         |           |                                  |                                     |                      |                                       |                |                    |
| 25                                                                                                | 12        | Ich nehme dich                   | I'll Take You                       | 19. Mai 2002         | 26. Okt. 2004                         | Michael Engler | Jill Soloway       |
| Leticia Perfecta Perez (* 1922 - † 2002), natürlicher Tod                                         |           |                                  |                                     |                      |                                       |                |                    |
| 26                                                                                                | 13        | Das letzte Mal                   | The Last Time                       | 2. Juni 2002         | 2. Nov. 2004                          | Alan Ball      | Kate Robin         |
| Aaron Buchbinder (* 1976 - † 2002), Pankreastumor                                                 |           |                                  |                                     |                      |                                       |                |                    |

## Staffel 3
| Nr. (ges.) | Nr. (St.) | Deutscher Titel                        | Originaltitel           | Erstausstrahlung USA | Deutschsprachige Erstausstrahlung (D) | Regie             | Drehbuch                     |
| --- | --------- | -------------------------------------- | ----------------------- | -------------------- | ------------------------------------- | ----------------- | ---------------------------- |
| 27 | 1         | Der Kreis schließt sich                | Perfect Circles         | 2. März 2003         | 9. Nov. 2004                          | Rodrigo García    | Alan Ball                    |
| Nathaniel Samuel Fisher, jr. (* 1965 – 2002), Komplikationen während einer AVM-Operation; Nahtod-Erfahrung |           |                                        |                         |                      |                                       |                   |                              |
| 28 | 2         | Man kann nie wissen                    | You Never Know          | 9. März 2003         | 16. Nov. 2004                         | Michael Cuesta    | Scott Buck                   |
| Matthew Clark Hazen (* 1978 - † 2003), Schussverletzung; Martin Jacobs (* 1962 - † 2003), Schussverletzung; Andrew Wayne Milne (* 1952 - † 2003), Schussverletzung; Daniel Grant Showalter (* 1968 - † 2003), Suizid nach Amoklauf |           |                                        |                         |                      |                                       |                   |                              |
| 29 | 3         | Das innere Auge                        | The Eye Inside          | 16. März 2003        | 23. Nov. 2004                         | Michael Engler    | Kate Robin                   |
| Callie Renee Mortimer (* 1984 - † 2003), Straßenverkehrsunfall |           |                                        |                         |                      |                                       |                   |                              |
| 30 | 4         | Niemand schläft                        | Nobody Sleeps           | 23. März 2003        | 30. Nov. 2004                         | Alan Poul         | Rick Cleveland und Alan Ball |
| Robert Lamar Giffin (* 1955 - † 2003), Dilatative Kardiomyopathie |           |                                        |                         |                      |                                       |                   |                              |
| 31 | 5         | Die Falle                              | The Trap                | 30. März 2003        | 7. Dez. 2004                          | Jeremy Podeswa    | Bruce Eric Kaplan            |
| William Aaron Jaffe (* 1951 - † 1975), Straßenverkehrsunfall |           |                                        |                         |                      |                                       |                   |                              |
| 32 | 6         | Beziehungsarbeit                       | Making Love Work        | 6. Apr. 2003         | 14. Dez. 2004                         | Kathy Bates       | Jill Soloway                 |
| Karen Postell Pepper (* 1964 - † 2003), starkes Nasenbluten |           |                                        |                         |                      |                                       |                   |                              |
| 33 | 7         | Zeit und Raum                          | Timing & Space          | 13. Apr. 2003        | 21. Dez. 2004                         | Nicole Holofcener | Craig Wright                 |
| Bernhard Asa Chenowith (* 1939 - † 2003), Magenkrebs |           |                                        |                         |                      |                                       |                   |                              |
| 34 | 8         | Tränen, Gebeine und Begehrlichkeiten   | Tears, Bones And Desire | 20. Apr. 2003        | 28. Dez. 2004                         | Dan Attias        | Nancy Oliver                 |
| Daddy (* 1940 - † 2003), natürlicher Tod |           |                                        |                         |                      |                                       |                   |                              |
| 35 | 9         | Die Vernissage                         | The Opening             | 27. Apr. 2003        | 4. Jan. 2005                          | Karen Moncrieff   | Kate Robin                   |
| Melinda Mary Bloch (* 1965 - † 2003), Suizid |           |                                        |                         |                      |                                       |                   |                              |
| 36 | 10        | Alle gehen fort                        | Everyone Leaves         | 4. Mai 2003          | 11. Jan. 2005                         | Dan Minahan       | Scott Buck                   |
| Jeanette Louise Bradford (* 1928 - † 2003), anaphylaktischer Schock aufgrund eines Bienenstichs |           |                                        |                         |                      |                                       |                   |                              |
| 37 | 11        | Der Tod macht Überstunden              | Death Works Overtime    | 11. Mai 2003         | 18. Jan. 2005                         | Dan Attias        | Rick Cleveland               |
| Dorothy Su (* 1945 - † 2003), Schussverletzung; Edward Tully (* 1955 - † 2003), Stromschlag; David Raymond Monroe (* 1971 - † 2003), Kreislaufkollaps                                                                              |           |                                        |                         |                      |                                       |                   |                              |
| 38 | 12        | Dämmerung                              | Twilight                | 18. Mai 2003         | 25. Jan. 2005                         | Kathy Bates       | Craig Wright                 |
| Carl Desmond Williman (* 1948 - † 2003), Hinrichtung durch Giftspritze |           |                                        |                         |                      |                                       |                   |                              |
| 39 | 13        | Tut mir leid, ich weiß nicht weiter... | I'm Sorry, I'm Lost     | 25. Mai 2003         | 1. Feb. 2005                          | Alan Ball         | Jill Soloway                 |
| Anahin Hovanessian (* 1951 - † 2003), von Flugzeugeis erschlagen; Lisa Kimmel Fisher (* 1967 - † 2003), unbekannt |           |                                        |                         |                      |                                       |                   |                              |

## Staffel 4
| Nr. (ges.) | Nr. (St.) | Deutscher Titel                 | Originaltitel         | Erstausstrahlung USA | Deutschsprachige Erstausstrahlung (D) | Regie             | Drehbuch                      |
| --- | --------- | ------------------------------- | --------------------- | -------------------- | ------------------------------------- | ----------------- | ----------------------------- |
| 40 | 1         | Alles fügt sich treffend        | Falling Into Place    | 13. Juni 2004        | 3. Jan. 2006                          | Michael Cuesta    | Craig Wright                  |
| Bruno Baskerville Walsh (1951–1972; während LSD-Trip von Dach gesprungen), Beerdigung von Lisa Kimmel Fisher (Tod in Episode zuvor) |           |                                 |                       |                      |                                       |                   |                               |
| 41 | 2         | Lichtblicke                     | In Case of Rapture    | 20. Juni 2004        | 10. Jan. 2006                         | Dan Attias        | Rick Cleveland                |
| Dorothy Sheedy (1954–2003; während ihrer „Erleuchtung“ von Auto angefahren) |           |                                 |                       |                      |                                       |                   |                               |
| 42 | 3         | Paralleles Spiel                | Parallel Play         | 27. Juni 2004        | 17. Jan. 2006                         | Jeremy Podeswa    | Jill Soloway                  |
| Kaitlin Elise Stolte (1989–2003; Genickbruch, vor Lachen von Bett gefallen) |           |                                 |                       |                      |                                       |                   |                               |
| 43 | 4         | Alles Gute kommt von oben       | Can I Come Up Now?    | 11. Juli 2004        | 24. Jan. 2006                         | Dan Minahan       | Alan Ball                     |
| Lawrence Henry Mason (1938–2003; vom Blitz getroffen) |           |                                 |                       |                      |                                       |                   |                               |
| 44 | 5         | Das ist mein Hund               | That's My Dog         | 18. Juli 2004        | 31. Jan. 2006                         | Alan Poul         | Scott Buck                    |
| Anne Marie Thornton (1966–2004; in Dusche ausgerutscht) |           |                                 |                       |                      |                                       |                   |                               |
| 45 | 6         | Häusliche Dramen                | Terror Starts At Home | 25. Juli 2004        | 7. Feb. 2006                          | Miguel Arteta     | Kate Robin                    |
| Robert Carl Meinhardt (1962–2004; zu Hause von Einbrechern erschossen) |           |                                 |                       |                      |                                       |                   |                               |
| 46 | 7         | Die Provokation                 | The Dare              | 1. Aug. 2004         | 14. Feb. 2006                         | Peter Webber      | Bruce Eric Kaplan             |
| Joan Morrison (1939–2004; Krebs) |           |                                 |                       |                      |                                       |                   |                               |
| 47 | 8         | Der Eine kommt, der Andere geht | Coming And Going      | 8. Aug. 2004         | 21. Feb. 2006                         | Dan Attias        | Nancy Oliver                  |
| James Dubois Marshall (1923–2004; natürlicher Tod, im Auto vor dem Bestattungsunternehmen verstorben) |           |                                 |                       |                      |                                       |                   |                               |
| 48 | 9         | Mörser und Stößel               | Grinding The Corn     | 15. Aug. 2004        | 28. Feb. 2006                         | Alan Caso         | Rick Cleveland                |
| Lawrence „Larry“ Turtle (1969–2004; von Regal erschlagen) |           |                                 |                       |                      |                                       |                   |                               |
| 49 | 10        | Asche zu Asche                  | The Black Forest      | 22. Aug. 2004        | 7. März 2006                          | Peter Care        | Jill Soloway und Craig Wright |
| Robert Duane Wething (1958–2004; Alkoholvergiftung) |           |                                 |                       |                      |                                       |                   |                               |
| 50 | 11        | Der Luftschutzbunker            | The Bomb Shelter      | 29. Aug. 2004        | 14. März 2006                         | Nicole Holofcener | Scott Buck                    |
| Edward Gordon Gorodetsky (1956–2004; Autounfall, unkonzentriertes Fahren), Coco Grimes Gorodetsky (1962–2004; Autounfall, Insasse), Michael Timothy Gorodetsky (1992–2004; Autounfall, Insasse), Amanda Lynn „Mandy“ Gorodetsky (1995–2004; Autounfall, Insasse) |           |                                 |                       |                      |                                       |                   |                               |
| 51 | 12        | Geteiltes Leid                  | Untitled              | 12. Sep. 2004        | 21. März 2006                         | Alan Ball         | Nancy Oliver                  |
| Kenneth Macdonald Henderson (1954–2004); von Aufzug gespalten, Hoyd Kimmel (Nates Schwager) (19xx-2004; Suizid) |           |                                 |                       |                      |                                       |                   |                               |

## Staffel 5
| Nr. (ges.) | Nr. (St.) | Deutscher Titel              | Originaltitel              | Erstausstrahlung USA | Deutschsprachige Erstausstrahlung (D) | Regie          | Drehbuch          |
| --- | --------- | ---------------------------- | -------------------------- | -------------------- | ------------------------------------- | -------------- | ----------------- |
| 52 | 1         | Ein Anstrich weißer Farbe    | A Coat of White Primer     | 6. Juni 2005         | 6. Jan. 2007                          | Rodrigo García | Kate Robin        |
| Andrea Kuhn (1963–2004; Stich ins Auge) |           |                              |                            |                      |                                       |                |                   |
| 53 | 2         | Ich tanze nur für mich       | Dancing for Me             | 13. Juni 2005        | 13. Jan. 2007                         | Dan Attias     | Scott Buck        |
| Samuel Wayne Hoviak (1965–2004; von eigenem Auto überrollt, während er Zeitung in Auffahrt aufheben wollte) |           |                              |                            |                      |                                       |                |                   |
| 54 | 3         | Halte meine Hand             | Hold My Hand               | 20. Juni 2005        | 20. Jan. 2007                         | Jeremy Podeswa | Nancy Oliver      |
| Loretta Smith Sibley (Georges Mutter; 1908–1953; Suizid durch Medikamentenüberdosis, während George zusah) |           |                              |                            |                      |                                       |                |                   |
| 55 | 4         | Wie die Zeit vergeht         | Time Flies                 | 27. Juni 2005        | 27. Jan. 2007                         | Alan Poul      | Craig Wright      |
| Lila Simonds Coolidge (1909–2005; Herzinfarkt auf Toilette) |           |                              |                            |                      |                                       |                |                   |
| 56 | 5         | Pfirsichkompott              | Eat a Peach                | 4. Juli 2005         | 3. Feb. 2007                          | Dan Minahan    | Rick Cleveland    |
| Daniel Holzenchenko (1939–2005; vermutlich Suizid durch Überzuckerung, Diabetes) |           |                              |                            |                      |                                       |                |                   |
| 57 | 6         | Ein Regenbogen voller Gründe | The Rainbow of Her Reasons | 10. Juli 2005        | 10. Feb. 2007                         | Mary Harron    | Jill Soloway      |
| Fiona Lenore Kleinschmidt (1952–2005; bei Wanderung mit Sarah abgestürzt) |           |                              |                            |                      |                                       |                |                   |
| 58 | 7         | Stille Andacht               | The Silence                | 17. Juli 2005        | 17. Feb. 2007                         | Joshua Marston | Bruce Eric Kaplan |
| Peter Thomas Burns (1948–2005; Herzinfarkt beim Ansehen eines Theaterstücks) |           |                              |                            |                      |                                       |                |                   |
| 59 | 8         | Zukunftspläne                | Singing for Our Lives      | 24. Juli 2005        | 24. Feb. 2007                         | Matt Shakman   | Scott Buck        |
| Pilar Sandoval (1970–2005; von Auto angefahren beim Rollerbladen) |           |                              |                            |                      |                                       |                |                   |
| 60 | 9         | Zwischen den Welten          | Ecotone                    | 31. Juli 2005        | 3. März 2007                          | Dan Minaham    | Nancy Oliver      |
| Laurence Hall Matheson (1971–2005; Puma-Angriff), Nathaniel Samuel Fisher, Jr. (1965–2005; Hirnblutung) |           |                              |                            |                      |                                       |                |                   |
| 61 | 10        | Allein                       | All Alone                  | 7. Aug. 2005         | 10. März 2007                         | Adam Davidson  | Kate Robin        |
| Beerdigung von Nathaniel Samuel Fisher, Jr. (Tod in Episode zuvor) |           |                              |                            |                      |                                       |                |                   |
| 62 | 11        | Rauschen                     | Static                     | 14. Aug. 2005        | 17. März 2007                         | Michael Cuesta | Craig Wright      |
| Paul Ronald Duncan (1983–2005; Suizid/Sterbehilfe mit Unterstützung seiner Schwester) |           |                              |                            |                      |                                       |                |                   |
| 63 | 12        | Alle warten                  | Everyone's Waiting         | 21. Aug. 2005        | 24. März 2007                         | Alan Ball      | Alan Ball         |
| Geburt von Willa (* 2005); Zukünftige Todesfälle: Ruth O’Conner Fisher (1946–2025; unbekannt, vermutlich natürlicher Tod), Keith Dwayne Charles (1968–2029; erschossen bei Überfall), David James Fisher (1969–2044; unbekannt, vermutlich natürlicher Tod, bei Familienpicknick zusammengebrochen), Hector Federico Diaz (1974–2049; vermutlich Herzinfarkt auf Kreuzfahrtschiff), Brenda Chenowith (1969–2051; unbekannt, vermutlich natürlicher Tod), Claire Simone Fisher (1983–2085; unbekannt, vermutlich natürlicher Tod) |           |                              |                            |                      |                                       |                |                   |